# Sarcophaga paineiana
Sarcophaga paineiana är en tvåvingeart som först beskrevs av Baranov 1934.  Sarcophaga paineiana ingår i släktet Sarcophaga och familjen köttflugor. Inga underarter finns listade i Catalogue of Life.